# Yu Weiliang
Yu Weiliang (Shanghai, 17 settembre 1973) è un ex calciatore cinese, di ruolo portiere.